# 古城镇 (洛南县)
古城镇，是中华人民共和国陕西省商洛市洛南县下辖的一个乡镇级行政单位。
2015年，陕西省民政厅批复同意撤销寺坡镇，并入古城镇。

## 行政区划
古城镇下辖以下地区：
古城街社区、寨子村、四联村、董联村、忠诚村、庙岭村、红旗村、李庙村、蒋河村、草店村、姜村、谢底村、李塬村、马连滩村、后庙沟村、页山河村、南村、安口村、全岭口村、寺坡街村、高塬村、水磨村、中山村、史华村、中联村、何村和周岭村。